# Carl Gottlieb Röder
Carl Gottlieb Röder (* 22. Juni 1812 in Stötteritz; † 29. Oktober 1883 in Gohlis) war ein deutscher Druckereiunternehmer aus Leipzig und Gründer der C.G.Röder- Graphische Anstalt und deren Nachfolge-Firmen. Er wurde auf dem Leipziger Neuen Johannisfriedhof beerdigt.

## Leben
Zunächst war C.G.Röder als Bäcker tätig und lernte ab 1836 beim Musikverlag Breitkopf und Härtel in Leipzig das Notenstich-Handwerk. Im Oktober 1846 gründete er in Leipzig eine eigene Werkstatt (Druckerei) in der Holzgasse (heute Sternwartenstr.) zum Stechen und Drucken von Musiknoten, aus der die Firma Röder, C. G., graphische Anstalt sowie die C.G.Röder G.m.b.H., Leipzig hervorgingen.

## Druckerei

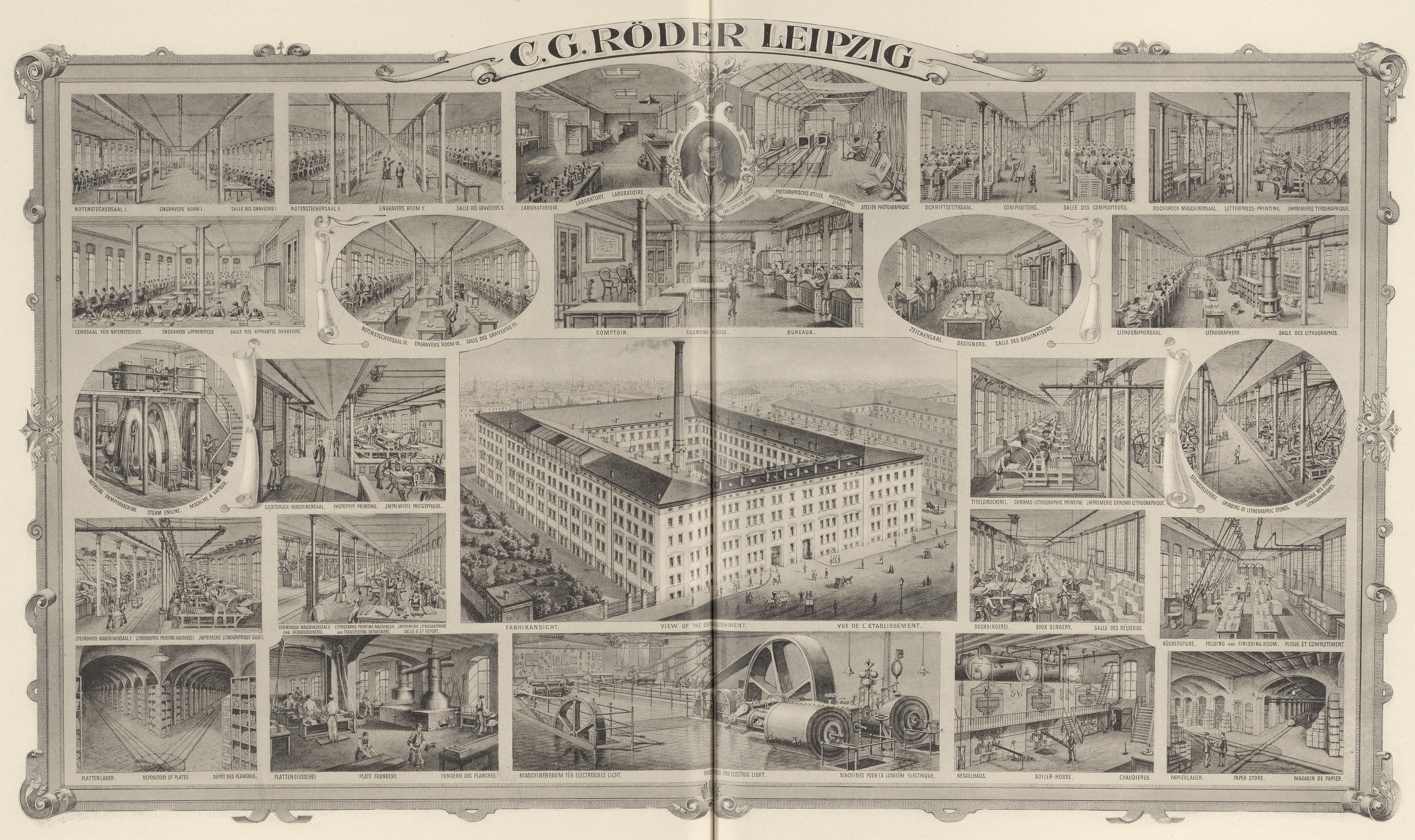
C. G. Röder, Leipzig. Notenstecherei, Notendruckerei, Lithographie, Steindruckerei, Buchdruckerei, Lichtdruckerei, Galvanoplastische Anstalt und Stereotypie

Die vom Namensgeber C.G.Röder 1846 gegründete Druckereiwerkstatt (Graphische Anstalt) wuchs sehr schnell, so wurde bereits 1872 der Firmensitz in den Leipziger Gerichtsweg, nahe dem Graphischen Viertel verlegt, wo die Firma 1905 in eine GmbH umgewandelt wurde. Das Produktfolio des Unternehmens waren nun neben Buchdruckerei und Buchbinderei, die Notenstecherei sowie Lithographie als auch Stein- und Lichtdruck. So wendete die Firma, erstmals in Deutschland bereits 1890 den Lichtdruck für die Ansichtskartenherstellung an. 1921 wurde zudem die Röderhaus AG gegründet, welche sich 1930 in C.G.Röder, AG unbenannte und später die C.G.Röder GmbH ersetzte. Die Arbeitsgebiete wurden nun noch auf Offset- und Tiefdruck erweitert. 1937 wurde dann die C.G.Röder, KG errichtet, welche das Vermögen der AG übernahm. Während des Zweiten Weltkriegs erlitten die Gebäude der KG starke Bombenschäden, die nach dem Krieg nur teilweise wiederaufgebaut wurden. Erst 1972 wurde das Unternehmen C.G.Röder in die VEB Offizin Martin Andersen Nexö integriert. Hier wurden zwischen 1955 und 1975 im umbenannten Graphischen Betrieb Röderdruck die Hefte 1–223 der Digedags-Comic-Hefte von Johannes Hegenbarth gedruckt.